# Ottone nyári rezidenciáján
Az Ottone nyári rezidenciáján Vivaldi 1713-ban, Vicenzában bemutatott első, háromfelvonásos operája. A darab a vicenzai Teatro delle Garzerie színház első bemutatója volt.

## Az opera szereplői
| Szereplő                         | Hangfekvés |
| -------------------------------- | ---------- |
| Ottone, római császár            | alt        |
| Cleonilla, a kedvese             | szoprán    |
| Ostilio-Tullia, szerelmes Caioba | szoprán    |
| Caio, Cleonilla apródja          | szoprán    |
| Decio, a császár bizalmasa       | tenor      |

- Megjegyzés: Ottone egy kitalált római császár

## Az opera cselekménye

### I. felvonás
Cleonilla régi szerelméről Caióra emlékezik, aki még mindig szereti, majd apródjára Ostilióra terelődnek a gondolatai. A nő szereti az apródot, nem is sejti, hogy Ostilia Caio korábbi szeretője, aki álruhát öltve Caio visszahódításán mesterkedik. Cleonlilla Ottonéval csak játszadozik, míg Caióval incselkedik. Ostilio ezért emlékezteti a férfit Tullia iránti szerelmére, de az elutasítóan válaszol. Ekkor Ostilio-Tullia elhatározza, hogy bosszút áll és elcsábítja Cleonillát. A császár eközben híreket kap a fővárosból: Decio figyelmezteti urát, hogy Rómában távolléte miatt egyre jobban nő a nyugtalanság. Ezután Cleonilla szerelmet vall Ostiliónak. Caio kihallgatja a vallomás tételt és Ostiliót párbajra hívja ki.

### II. felvonás
Decio figyelmezteti Ottonét kedvese hűtlenségére. Ezután Caiót egy különös visszhang emlékezteti régi szerelmére, és Tullia iránti kötelezettségeire. A különös visszhang Tullia, aki egy domb mögé rejtőzve, alvilági szellemként felel szerelmének. Tullia-Ostilio színre lépésekor Caio azzal fenyegeti, hogy leleplezi, ki is ő valójában. Cleonillától ezután magyarázatot követel, miért utasította vissza közeledését. Levelet ír neki, ami Ottone kezébe kerül. Cleonilla azzal magyarázza ki magát, hogy ő Tullio visszaszerzésében segédkezik Caiónak, és a levél csak tévedésből került hozzá, az igazából Tulliának íródott. Cleonilla ezután levelet ír Caiónak, Ottone pedig vállalkozik a kézbesítésére. Deciót ezután megalapozatlan gyanú keltésével vádolja. Mikor összefut Caióval és az elolvassa a levelet, megérti Cleonilla cselvetését.

### III. felvonás
Decio egyre határozottabb hangon próbálja felhívni császára figyelmét Róma népének nyugtalanságára. Cleonilla Ostilio kedvéért ismét kosarat ad Caiónak, aki ezután elrejtőzik és meglesi, ahogyan Cleonilla megpróbálja elcsábítani Ostiliót. Miután nem bírja tovább türtőztetni magát előront rejtekhelyéről és azzal fenyegetőzik, hogy megöli az apródot. Ekkor lép közbe Ottone, aki megfenyegeti Ostiliót. Tullia végül leleplezi magát, és Caio bűnbánóan visszatér hozzá, Ottone pedig visszafogadja a szintén bűnbánó Cleonillát.

## Az opera szövegkönyve
A librettó Domenico Lalli munkája, aki Francesco Maria Piccioli Messalina című drámáját dolgozta fel. Lalli szövege igazi sablonos tucatárú. A sovány történetet a szerződés értelmében háromfelvonásos, egész estés darabbá nyújtotta meg. A rendelkezésre álló anyag és a terjedelem miatt már eleve adottak voltak a szövegkönyv dramaturgiai gyengeségei. A történet naiv és egyszerű: csak öt énekest igényel és nem szerepel benne kórus. A szöveg recitativókra és szólóáriákra oszlik, a korabeli előírásoknak megfelelően. Az első felvonásban szinte semmi sem történik, csak jelenetek laza egymásutánját látjuk, a szereplők kizárólag érzelmeikről szólnak áriáikban. A librettó gyengeségeit később Vivaldi megpróbálta kiigazítani, de első operája komponálásakor még nem igazán volt drámai érzéke.

## Az opera zenéje
A recitativókat Vivaldi a kor átlagszínvonalán alkotta meg, de az áriákban itt-ott már sikerült neki gazdag inspirációjú operazenét írnia. Az áriák szinte kivétel nélkül a da capo formát követik. A zenekari kíséretben olykor-olykor feltűnnek  a szerző versenyműveire emlékeztető ritornell témák. A hangulatokat általában a zenekarral ragadta meg a szerző, majd fokozatosan átvitte azokat az énekesek szólamára. Az énekszólam kitörései a zenekar közbevetésével váltakoznak, majd az áriák végén visszatérnek a kezdő gondolatra. Vivaldi ezt a formát alkalmazta a versenyműveiben is, az áriáiba pedig beépített több, erősen zenekari jellegű elemet. Annak érdekében, hogy a rövid szövegek ellenére, hosszabb dallamokból tudja felépíteni áriát, Vivaldi több töltő szónak adott drámai hangsúlyt, elnyújtotta az egyes szavak kiéneklésének idejét, valamint élt a szövegismétlés lehetőségével is.
Az opera zenekari eszközei igen szerények: zenekari kíséret lényegében a vonósokon alapul, a két oboa csak ritkán szólal meg, esetenként két egyenes fuvola egészíti ki a hangzást. A darab nyitánya (sinfonia) szokás szerint háromtételes, az áriák hangszerelése kamarazene-szerű. Két hegedű általában együtt halad az énekszólammal, ez talán az ősbemutató kevésbé tehetséges előadóinak a támasza volt, úgyhogy a partitúra alig haladja meg a három szólamot. A zenei szövetben több helyen is találkozhatunk eleven természet ábrázolásokkal. A tematikus jellemzés olykor már a modorosság határát súrolja, ugyanis néhány ária változatlan formában megismétlődik az opera későbbi részeiben.

## CD-ajánló
Cleonilla – Susan Gritton, Tullia – Sophie Daneman, Caio – Nancy Argenta, Ottone – Monica Groop, Decio – Mark Padmore. Közreműködik: a Collegium Musicum 90, vezényel: Richard Hickox. A kiadás éve: Chandos 1998 2CD DDD B000006HWO